# Рюбнер, Тувья
Тувья Рюбнер (ивр. טוביה ריבנר‎, имя при рождении Карл Тобиас Рюбнер, нем. Karl Tobias Rübner; 30 января 1924 — 29 июля 2019) — израильский поэт, редактор, переводчик и фотограф. В 2008 году за свои поэтические работы стал лауреатом Премии Израиля. Как переводчик наиболее известен переводами еврейских писателей на немецкий язык. Существует мнение, что в получении в 1966 году Агноном Нобелевской премии по литературе есть заслуга переводов Рюбнера.

## Биография
В 1941 эмигрировал в Подмандатную Палестину. Его семья погибла в Холокосте. Много лет проработал школьным учителем, затем читал лекции по литературе в Хайфском университете. Жил и умер в кибуце Мерхавия.